# Générateur d'eau atmosphérique
Un générateur d'eau atmosphérique est un dispositif destiné à produire de l'eau à partir de l'air ambiant. La vapeur d'eau dans l'air est extraite par condensation : en refroidissant de l'air au-dessous de son point de rosée, en exposant l'air à des absorbeurs d'humidité ou en la pressurisant. Contrairement à un déshumidificateur, un tel générateur est conçu pour rendre l'eau potable. Ces générateurs sont utilisés lorsque l'eau potable pure est difficile voire impossible à obtenir ; il y a presque toujours une petite quantité d'eau dans l'air qui peut être extraite. Les deux principales techniques utilisées sont le refroidissement et la dessiccation. 
L'extraction de l'eau atmosphérique peut nécessiter un apport d'énergie important. Certaines méthodes d'extraction sont toutefois totalement passives, reposant sur des différences de température naturelles et ne nécessitant aucune source d'énergie externe. Des études en biomimétisme ont montré que le coléoptère Stenocara gracilipes disposait de cette capacité.

## Histoire

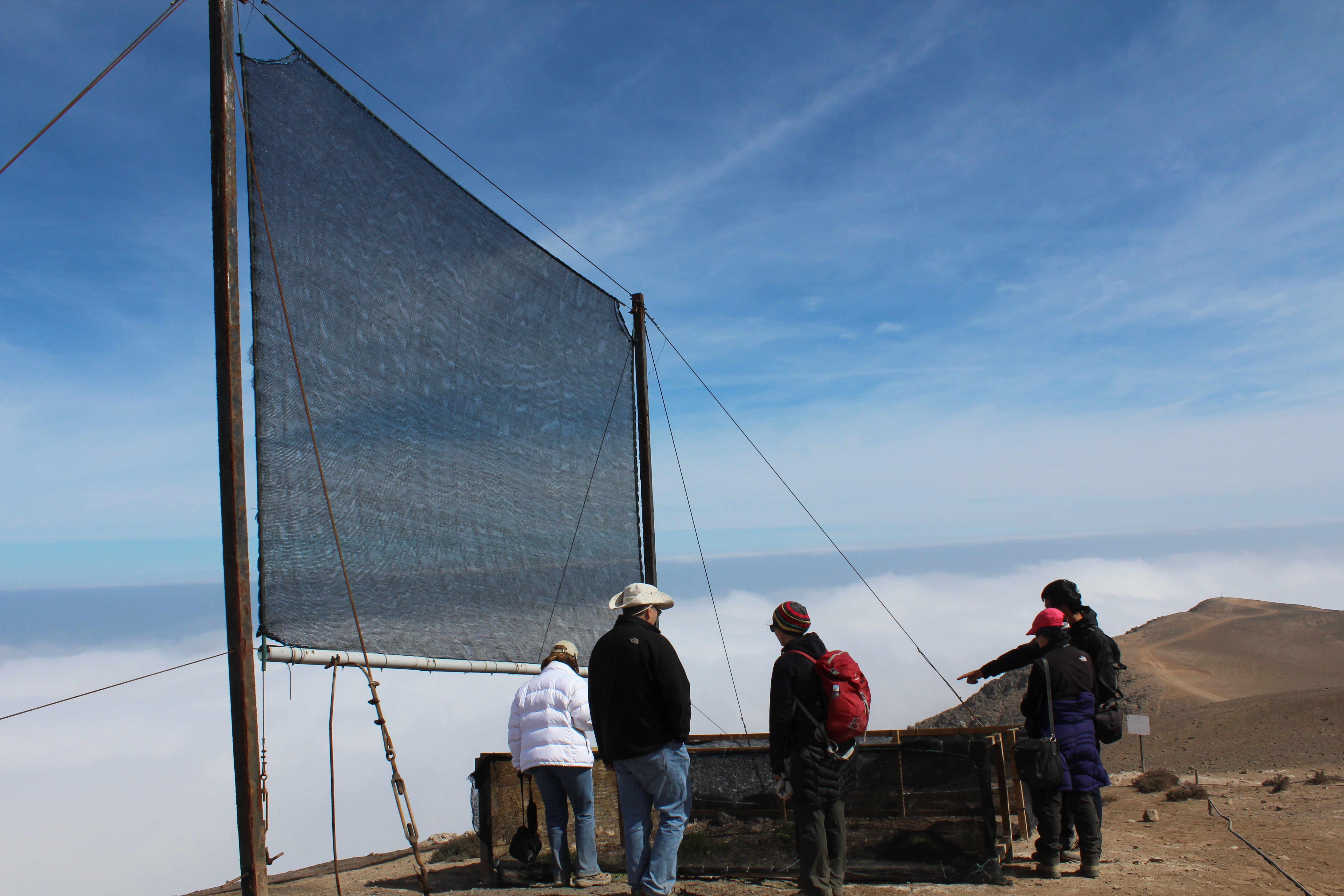
Atrapanieblas ou capteur de brouillard à Alto Patache, Désert d'Atacama, Chili.

Les Incas étaient capables de collecter la rosée et de la canaliser vers des citernes pour une distribution ultérieure. Certains documents historiques indiquent une  utilisation de l'eau collectée à partir de pièges à brouillard. Ces méthodes traditionnelles étaient généralement passives, ne nécessitant aucune source d’énergie externe que les variations de température naturelles.  
Plusieurs inventeurs ont mis au point des puits aériens afin de capter de manière passive l’humidité de l’air.

## Technologies modernes
De nombreux générateurs d'eau atmosphérique fonctionnent de manière analogue à celle d'un déshumidificateur : l'air passe sur un serpentin refroidi, ce qui provoque la condensation de l'eau. Le taux de production d'eau dépend de la température ambiante, de l'humidité, du volume d'air traversant le serpentin et de la capacité du dispositif à refroidir le serpentin. Ces systèmes réduisent la température de l'air, ce qui réduit sa capacité à transporter la vapeur d'eau et provoque une condensation. Il s’agit de la technologie la plus utilisée. 
Une autre technologie disponible utilise des absorbeurs d'humidité liquides ou humides tels que le chlorure de lithium ou le bromure de lithium pour extraire l'eau de l'air par un processus hygroscopique. Une technique similaire combine l'utilisation d'absorbeurs d'humidité solides, tels que le gel de silice et la zéolite, avec la condensation pressurisée. Des dispositifs générant directement de l’eau potable en utilisant la lumière du soleil sont également en cours de développement. 
La production de 1 litre d'eau nécessite environ 310 Wh. 

### Condensation par refroidissement

Exemple de procédé de condensation par refroidissement.

Dans un générateur d'eau atmosphérique à condensation, un compresseur fait circuler le fluide frigorigène à travers un condenseur, puis un serpentin évaporateur qui refroidit l'air ambiant. Cela abaisse la température de l'air à son point de rosée, ce qui entraîne la condensation de l'eau. L'eau ainsi extraite est acheminée dans un réservoir muni d'un système de purification.
La vitesse à laquelle l'eau peut être produite dépend de l'humidité relative, de la température de l'air ambiant et de la taille du compresseur. Les générateurs d’eau atmosphérique deviennent plus efficaces à mesure que l’humidité relative et la température de l’air augmentent. En règle générale, les générateurs d'eau de atmosphérique à condensation ne fonctionnent pas correctement lorsque la température est inférieure à 18,3 °C ou lorsque l'humidité relative est inférieure à 30%. 
Des efforts récents ont été déployés pour tenter d'utiliser l'effet Peltier de matériaux semi-conducteurs dans lesquels un côté du matériau semi-conducteur chauffe tandis que l'autre côté se refroidit. Dans ce cas, l'air est déplacé sur les ventilateurs de refroidissement du côté qui se refroidit, ce qui abaisse la température de l'air jusqu'à son point de rosée, qui entraîne la condensation de l'eau[réf. nécessaire].   
La capacité de production d’eau potable peut être améliorée dans des conditions d’air ambiant peu humide en utilisant un refroidisseur à évaporation avec une alimentation en eau saumâtre pour augmenter l’humidité de l’air à des niveaux proches du point de rosée. Ce système permet la génération d'eau potable à l'aide d'eau saumâtre indépendamment de l'humidité de l'air ambiant.

### Dessiccation humide
Un procédé de dessiccation humide implique l'utilisation de sel dans une solution concentrée de saumure pour absorber l'humidité ambiante. Ce procédé vise à extraire  l’eau de la solution à la purifier pour la consommation. Une version de cette technologie a été développée sous forme de dispositifs portables fonctionnant sur des générateurs. Les grandes versions, montées sur des remorques, produiraient jusqu'à 4500 litres d’eau par jour, en présentant un ratio 5 unités d'eau pour une unité de carburant. L’armée américaine et l'Agence fédérale des situations d'urgences américaine projetteraient l'utilisation d'un tel procédé. 
Une variante de cette technologie a été développée pour être plus respectueuse de l'environnement, principalement grâce à l'utilisation de l'énergie solaire passive et de la gravité. La saumure est déversée à l'extérieur des tours, où elle absorbe l'eau de l'air. La saumure entre ensuite dans une chambre et est soumise à un vide partiel et chauffée. La vapeur d'eau est condensée et l'eau liquide est collectée, tandis que la saumure restante est recyclée dans le système. Lorsque l'eau condensée est retirée du système par gravité, elle crée un vide qui abaisse le point d'ébullition de la saumure. 
Des systèmes combinant adsorption, réfrigération et condensation sont également en cours de développement,. 

## Dans les serres
La production d'eau dans les serres est un cas particulier car l'air à l'intérieur d'une serre est beaucoup plus chaud et humide qu'à l'extérieur. En particulier dans les zones climatiques où l'eau est rare, une serre peut fortement améliorer les conditions nécessaires à la production d'eau atmosphérique. Un exemple est la serre d'eau de mer à Oman. 

## Dans les climatiseurs
Dans les climatiseurs de type déshumidification, les eaux usées sont un sous-produit, causé par le refroidissement de l'air et la condensation, comme dans le cas d'un générateur d'eau atmosphérique. L'eau, dans ce cas, n'est pas purifiée. Les équipements de climatisation par réfrigération réduisent généralement l'humidité absolue de l'air traité par le système. Le serpentin de l'évaporateur relativement froid (au-dessous du point de rosée) condense la vapeur d'eau de l'air traité, tout comme une boisson glacée condense l'eau à l'extérieur du verre. Par conséquent, la vapeur d'eau est éliminée de l'air refroidi et l'humidité relative dans la pièce est abaissée. L'eau est généralement acheminée aux eaux usées ou peut simplement couler sur le sol à l'extérieur. La chaleur est quant à elle rejetée par le condenseur situé à l'extérieur de la pièce à refroidir. 

## Générateur d'eau potable par énergie solaire
De l'eau potable de qualité peut être générée par les panneaux solaires solaires du toit, utilisant l'énergie solaire et le chauffage solaire pendant la journée,.
En 2017, la Kényane Beth Koigi cofonde l'entreprise Majik Water qui vise à récupérer l'eau contenue dans l'air à partir de l'énergie solaire afin de donner accès à une eau propre et salubre aux populations isolées. En 2023, ces systèmes produisent plus de 200 000 litres d'eau potable chaque mois dans les régions arides du Kenya.